# 마우리지스
마우리지스 호케 주니오르(포르투갈어: Maurides Roque Junior, 1994년 3월 10일 ~ )는 브라질 국적의 축구 선수로, 포지션은 스트라이커이다. 2023년 현재 2. 분데스리가 FC 장크트파울리 소속이다. K리그 등록명은 마우리데스였다. 과거 포르투에서 116경기를 소화하고 현재 산투스에서 뛰고 있는 마이콩의 동생이다.

## 클럽 경력
2012년 브라질 명문 축구팀 SC 인테르나시오나우에 입단해 2013년 처음으로 1군 명단에 이름을 올린 뒤 코파 두 브라지우 아메리카 FC전에 출전했다. 88분 측면의 크로스를 헤더로 밀어넣어 득점에 성공한 뒤 세레머니로 백덤블링을 하다 착지하는 과정에서 오른쪽 무릎 부상을 입었다. 이로 인해 13개월 동안 경기에 뛸 수 없었다. 2015년부터 임대 생활을 지내다 2016-17시즌 프리메이라리가 CF 벨레넨스스로 이적해 유럽 무대를 밟았다. 2시즌 동안 45경기 14골이라는 준수한 활약을 보여줬다.
2018년 7월 12일 불가리아의 CSKA 소피아로 이적했다.
2019년 2월, 창춘 야타이와 2년 계약을 맺었다.
2020년 2월, FA 신분으로 K리그2 FC 안양와 계약을 맺었다. 2라운드 부천 FC전에서 교체 출전해 권기표의 슛이 수비수 맞고 굴절된 공을 왼쪽 하단 구석으로 밀어넣어 안양에서의 첫 득점을 기록했다.

## 경력 통계
| 클럽 경력            | 클럽 경력      | 클럽 경력 | 리그 | 리그 | 컵   | 컵 | 대륙 | 대륙 | 그 외 | 그 외 | 총계 | 총계 | 총계 |
| 클럽                 | 리그           | 시즌      | 출장 | 골   | 출장 | 골 | 출장 | 골   | 출장  | 골    | 출장 | 골   |      |
| -------------------- | -------------- | --------- | ---- | ---- | ---- | -- | ---- | ---- | ----- | ----- | ---- | ---- | ---- |
| 인테르나시오나우     | 세리이 A       | 2012      | 7    | 0    | 0    | 0  | –    | –    | –     | –     | 7    | 0    |      |
| 인테르나시오나우     | 세리이 A       | 2013      | 0    | 0    | 1    | 1  | –    | –    | 2     | 0     | 3    | 1    |      |
| 인테르나시오나우     | 세리이 A       | 2014      | 1    | 0    | 0    | 0  | –    | –    | –     | –     | 1    | 0    |      |
| 아틀레치쿠 GO (임대) | 세리이 B       | 2015      | 0    | 0    | 1    | 0  | –    | –    | 5     | 1     | 6    | 1    |      |
| 아로카 (임대)        | 프리메이라리가 | 2015-16   | 32   | 5    | 3    | 1  | –    | –    | 1     | 0     | 36   | 6    |      |
| 피게이렌시 (임대)    | 세리이 A       | 2016      | 6    | 0    | 1    | 0  | 0    | 0    | 0     | 0     | 7    | 0    |      |
| 벨레넨스스           | 프리메이라리가 | 2016–17   | 12   | 6    | 0    | 0  | –    | –    | 0     | 0     | 12   | 6    |      |
| 벨레넨스스           | 프리메이라리가 | 2017–18   | 33   | 8    | 0    | 0  | –    | –    | 3     | 0     | 36   | 8    |      |
| CSKA 소피아          | 파르바리가     | 2018–19   | 21   | 9    | 2    | 0  | 4    | 4    | –     | –     | 27   | 13   |      |
| 창춘 야타이          | 중국 갑급리그  | 2019      | 13   | 2    | 1    | 1  | –    | –    | –     | –     | 14   | 3    |      |
| FC 안양              | K리그2         | 2020      |      |      |      |    | –    | –    | –     | –     |      |      |      |
| 통산                 | 통산           | 통산      | 119  | 29   | 8    | 2  | 4    | 4    | 11    | 1     | 141  | 36   |      |

1. ↑  코파 수다메리카나, UEFA 유로파 리그 경기
2. ↑  캄페오나투 가우슈, 캄피우나투 고이아스, 타사 다 리가, 불가리아 슈퍼컵 경기